# Roger Sommer
Pour les articles homonymes, voir Sommer.
Roger Sommer, né à Pierrepont (Meurthe-et-Moselle) le 4 août 1877 et mort à Sainte-Maxime (Var) le 14 avril 1965, est un aviateur et industriel français.

## Biographie

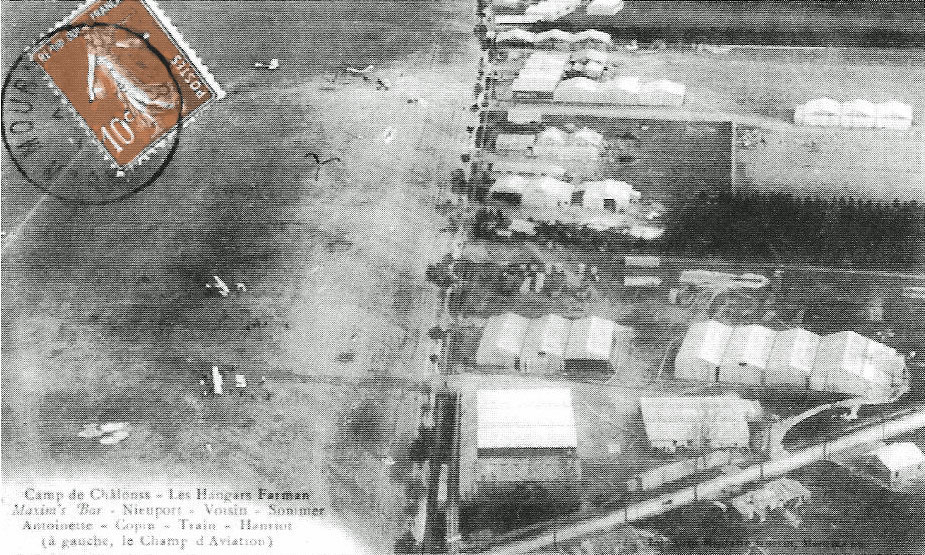
Les hangars de Sommer aviation au camp de Châlons.

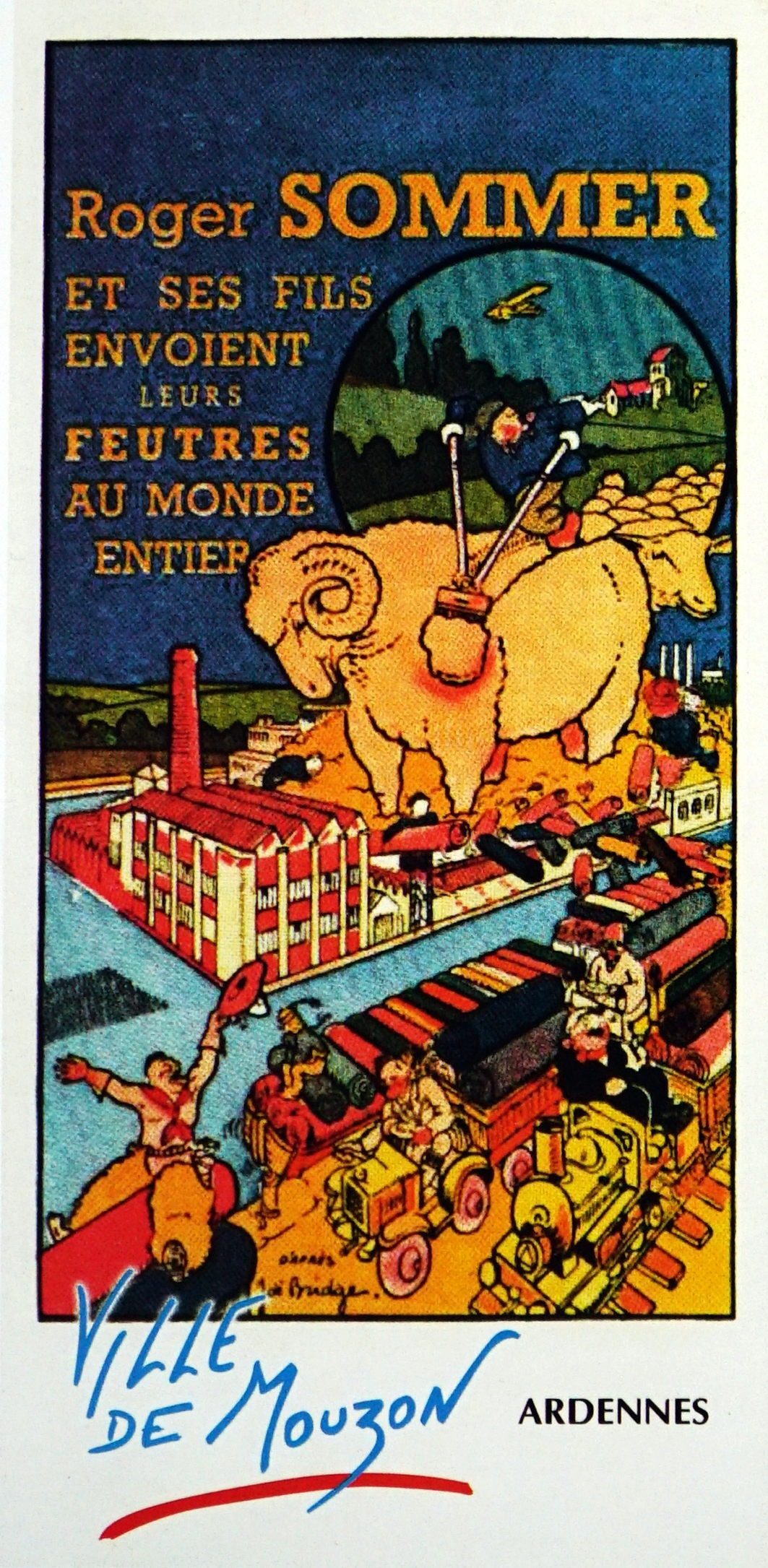
Feutres Sommer et l'avion en arrière plan, Musée du feutre.

Fils d'Alfred Sommer, industriel belge, Roger Sommer grandit à Mouzon où son père a une entreprise de feutre. En 1896, il s'engage pour 3 ans au 1er régiment du génie. Il fait des études d'ingénieur à l'école des arts et métiers de Châlons. Il se dirige très tôt vers l'aviation. Il bat en 1909 le record du monde de durée de vol. Roger Sommer se lance par la suite dans la construction d'avions. Il en construira 182, ce qui fait de lui un pionnier en la matière. C'était un ami de Roland Garros. Son entreprise, Sommer, fait partie maintenant du groupe Sommer-Allibert. Il est le père de Raymond, François et Pierre.
Depuis son record du monde de 1909, de nombreux pilotes reçoivent le brevet d'aéroplanes Sommer, décerné par l'Aéro-club de France. Parmi les premiers bénéficiaires, son cousin, Henry Visseaux, le 19 septembre 1910, qui est lui-même cousin de Jules Visseaux et neveu de Jean Visseaux, tous deux maires de Carignan (Ardennes), également cousins issus de germains du sculpteur Jules Visseaux.
Roger Sommer est titulaire du brevet de pilote no 29 attribué le 15 janvier 1910. Il a créé des écoles de pilotages, et des hangars de construction au Camp de Châlons, à Douzy-Sedan et à Mouzon.
En 1918, il se rend acquéreur d'une scierie à Saint-Julien-du-Sault afin d'accélérer la fabrication d'avions pour ses usines, destinés au renseignement et au repérage des positions ennemies.
Il voit des proches mourir dans des accidents d'avion, les commandes diminuer ; il « rentre dans ses affaires de feutre » et quitte définitivement l'aviation. Il cède les droits de son monoplan à son chef pilote Léon Bathiat, qui s'associe pour quelque temps avec le Chilien Sanchez-Besa. Seul ou avec ses fils François, Maurice et Pierre, Roger Sommer développe l'entreprise familiale de feutre, de tapis et de moquette, qui devint le groupe Sommer-Alibert.
Il est domicilié 51 boulevard de Beauséjour à Paris.

## Distinctions
- Officier de la Légion d'honneur (décret du 20 août 1931). Il est nommé chevalier en 1911.

## Performances aéronautiques

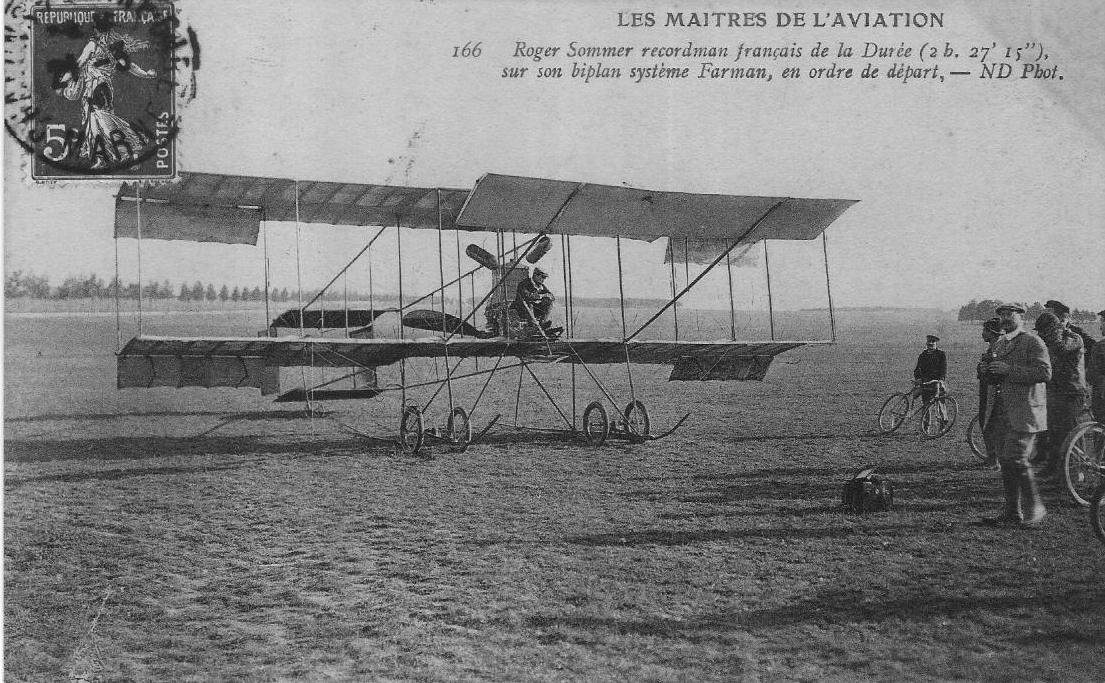
Roger Sommer, recordman français de la durée 2h 27 minutes 15 secondes, sur son biplan Farman en ordre de départ.

- Il est 7e au grand prix de champagne de distance.
- 9e au prix Heidsieck et Roederer de la vitesse.
- 11e au prix Pommery du tour de piste.
- Le 1er août 1909, à l’aérodrome du camp de Châlons-sur-Marne, Sommer établit le nouveau record français de durée de vol : 1 heure 50 minutes et 30 secondes[5].
- Le 2 août 1909, il remporte le trophée Buinette en volant de l’aérodrome de Bouy à Suippes avec son biplan Farman[6].
- Le 7 août 1909, à l'aérodrome du camp de Châlons-sur-Marne durant la "grande Semaine d'aviation de la Champagne", Sommer établit le nouveau record du monde de durée de vol: 2 heures 27 minutes et 15 secondes battant le record de Wilbur Wright du 31 décembre 1908, avec un vol au Mans sur biplan Wright de 2 heures, 20 minutes et 25 secondes[7].
- Le 15 mai 1910 au soir, il réalise un raid aérien de Mouzon à Charleville aller-retour, soit environ 80 kilomètres couverts en une heure et dix minutes[8],[9].
- Le 26 janvier 1911, Roger Sommer décroche deux records : le record du monde du vol avec passagers à travers la campagne et le record du poids enlevé, sur biplan Sommer à moteur Gnome de 50 chevaux, en volant de Douzy à Romilly aller-retour en compagnie de cinq passagers[10].